# Giacomo Neri
Giacomo Neri (Faenza, Provincia de Rávena, Italia, 1 de enero de 1916-Faenza, Provincia de Rávena, Italia, 6 de mayo de 2010) fue un futbolista y director técnico italiano. Se desempeñaba en la posición de centrocampista.

## Selección nacional
Fue internacional con la selección de fútbol de Italia en 3 ocasiones y marcó 1 gol. Debutó el 12 de noviembre de 1939, en un encuentro ante la selección de Suiza que finalizó con marcador de 3-1 a favor de los suizos.

## Clubes

### Como futbolista
| Club               | País   | Año       |
| ------------------ | ------ | --------- |
| Faenza Calcio      | Italia | 1931-1932 |
| Rimini Calcio      | Italia | 1932-1933 |
| Livorno Calcio     | Italia | 1933-1936 |
| Juventus F. C.     | Italia | 1936-1937 |
| Livorno Calcio     | Italia | 1937-1939 |
| Genoa C. F. C.     | Italia | 1939-1946 |
| Inter de Milán     | Italia | 1946-1948 |
| Cantonal Neuchâtel | Suiza  | 1948-1959 |

### Como entrenador
| Club               | País   | Año       |
| ------------------ | ------ | --------- |
| A. S. Imperia      | Italia | 1948-1949 |
| Alessandria Calcio | Italia | 1951-1954 |
| Lucchese Libertas  | Italia | 1954-1955 |
| Faenza Calcio      | Italia | 1957-1959 |